# Tuomo Suomalainen

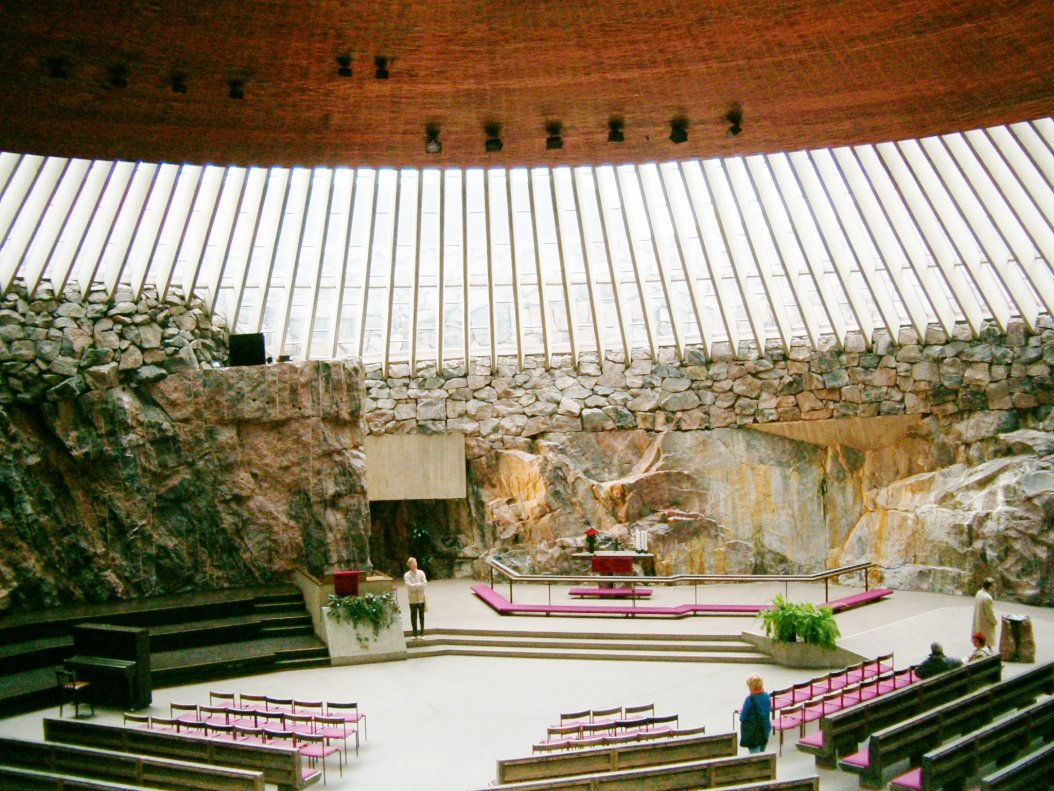
Tempelplatsens kyrka

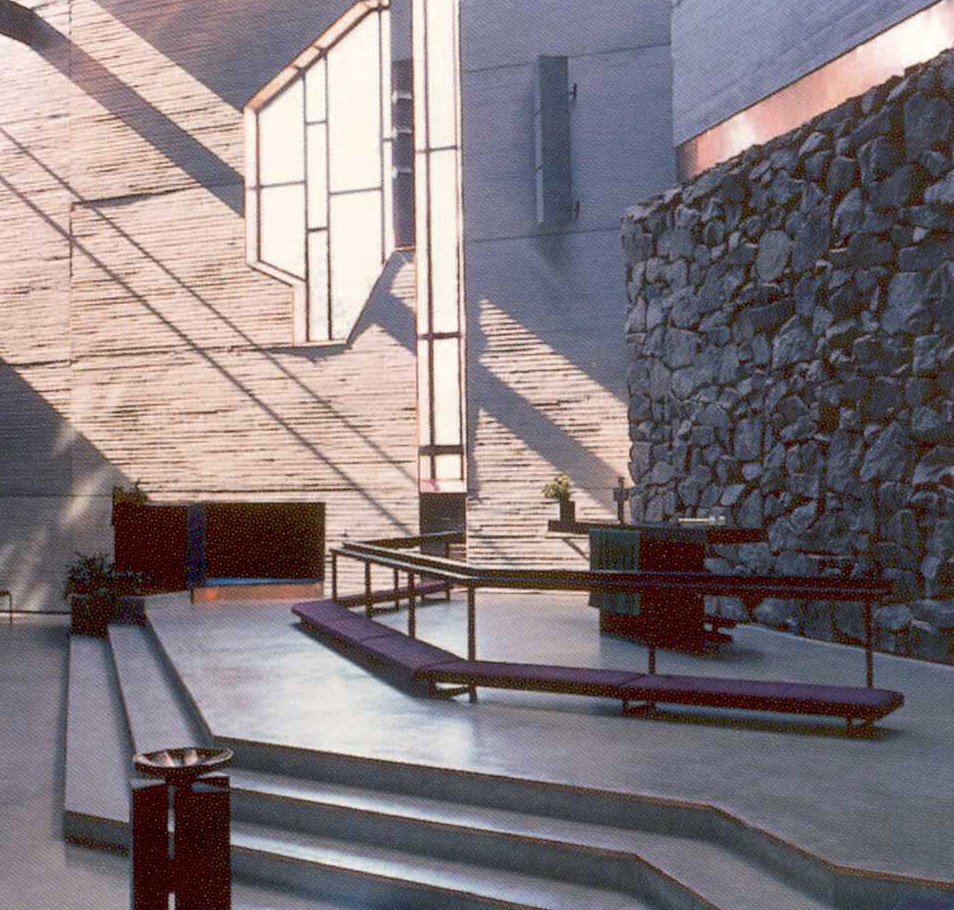
Altaret, Esbovikens kyrka

Tuomo Oskari Suomalainen, född 29 november 1931 i Hogland, Finland, död 1 november 1988, var en finländsk arkitekt.
Tuomo Soumalainens kända verk är Tempelplatsens kyrka i Helsingfors, ritad tillsammans med brodern Timo Suomalainen.

## Verk i urval (tillsammans med Timo Suomalainen)
- Tempelplatsens kyrka, Helsingfors 1960–69
- Haga yrkesskola, Helsingfors 1962–67
- Hotell Mesikämmen, Etseri 1973–76
- Museiverket, Orimattila 1975–79
- Esbovikens kyrka 1976–80
- Fredrikshamns polisstation och domstolsbyggnad 1979–84